# Grzymałów
Grzymałów este o arie protejată (sit de importanță comunitară — SCI) din Polonia întinsă pe o suprafață de 15,23 ha, integral pe uscat.

## Localizare
Centrul sitului Grzymałów este situat la coordonatele 50°22′11″N 20°11′53″E / 50.3697°N 20.1981°E.

## Înființare
Situl Grzymałów a fost declarat sit de importanță comunitară în octombrie 2009 pentru a proteja 1 specie de plante.

## Biodiversitate
Situată în ecoregiunea continentală, aria protejată conține 2 habitate naturale: Pajiști uscate seminaturale și facies de acoperire cu tufișuri pe substraturi calcaroase (Festuco-Brometalia) (* situri importante pentru orhidee), Păduri de stejar și carpen Galio-Carpinetum.
La baza desemnării sitului se află o specie protejată de  plante: papucul doamnei (Cypripedium calceolus).